# Parthenicus discalis
Parthenicus discalis är en insektsart som beskrevs av Van Duzee 1925. Parthenicus discalis ingår i släktet Parthenicus och familjen ängsskinnbaggar. Inga underarter finns listade i Catalogue of Life.